# Gambetto Halasz
Il gambetto Halasz è un'apertura degli scacchi. Principalmente una variante della partita del centro, è assurta al rango di apertura autonoma grazie a uno studio di Jerzy Konikowski del 1998. Le mosse che la determinano sono:
1. e4 e5
2. d4 exd4
3. f4

## Analisi
Questo impianto è generalmente considerato debole ed è utilizzato solamente per sorprendere il Nero. Il Bianco, infatti, indebolisce di proposito la sua ala di re, esponendo il re ad eventuali attacchi avversari. Inutile dire che questo dubbio impianto non è mai utilizzato a grandi livelli. Solitamente il Nero risponde con Ac5 e Cc6, preparando un'accorta difesa e sfruttando al momento opportuno le lacune nella posizione del Bianco.